# Андрегота Галиндес
Андре́гота Гали́ндес (араг. и исп. Andregoto Galíndez; около 900—972) — графиня Арагона (922—943), представительница династии Галиндес.

## Биография
Андрегота Галиндес была второй дочерью графа Арагона Галиндо II Аснареса от его второго брака. Её матерью была Санча, дочь короля Наварры Гарсии II Хименеса.
Граф Галиндо II Аснарес умер в 922 году, не оставив законных наследника мужского пола. Сразу же несколько соседних владетелей предъявили свои права на престол Арагона. Наиболее могущественным из них был король Наварры Санчо I Гарсес, чьей первой женой была Уррака, сестра умершего графа. Несмотря на наличие у дочерей Галиндо II прав на отцовское наследство, король Санчо I прибыл в Арагон и объявил себя его правителем. В этом же году по его инициативе епископ Памплоны Галиндо основал на территории Арагона подчинённое его епархии епископство с резиденцией в монастыре Сасау. Таким образом Арагон был поставлен не только в политическую, но и в церковную зависимость от Наварры.
Права Санчо I Наваррского на Арагон оспорил муж другой сестры графа Галиндо II, вали Уэски Фортун ал-Тавиль. Война между соперниками продолжалась до 924 года, когда они достигли соглашения, согласно которому графиней Арагона была признана Андрегота Галиндес. Соглашение предусматривало, что в этом же году состоится её помолвка с 5-летним сыном короля Санчо I, Гарсией, а впоследствии она выйдет за него замуж. Таким образом графство Арагон соединялось с королевством Наварра на основе личной унии.
Всё то время, которое прошло с даты помолвки до свадьбы, Андрегота Галиндес официально считалась правительницей Арагона. Однако реально управляли графством короли Наварры, в то время как Андрегота проживала в одном из своих поместий и не оказывала никакого влияния на управление.

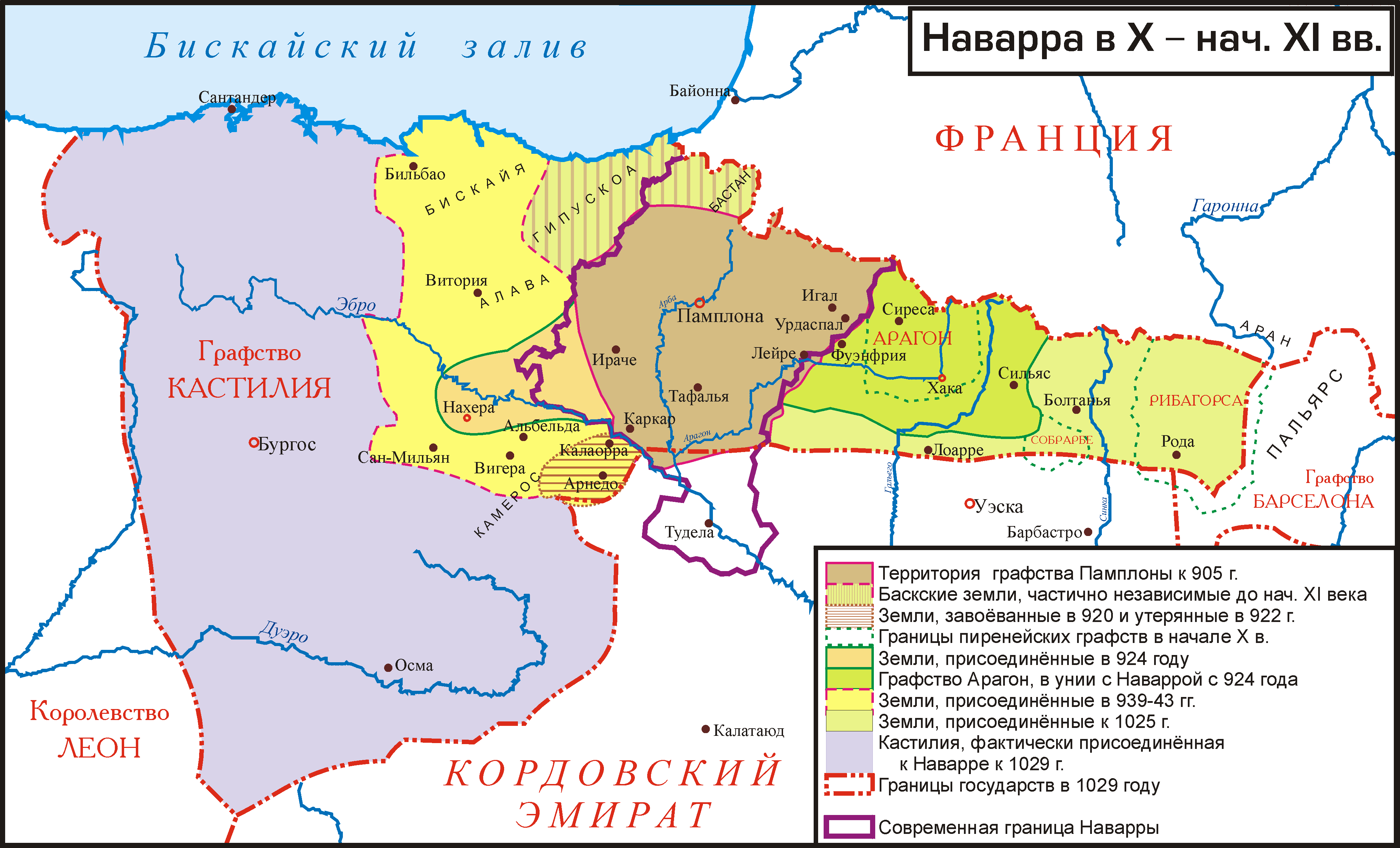
Королевство Наварра в X—начале XI веков.

Точная дата женитьбы Гарсии, после смерти отца взошедшего на престол Наварры под именем Гарсия I Санчес, и Андреготы Галиндес неизвестна. По этому вопросу среди историков идут дискуссии. Одни считают, что бракосочетание состоялось в 925 году, как об этом пишут позднейшие наваррские хроники. Другие, ссылаясь на то, что в хартии Гарсии, данной 9 марта 933 года, Андрегота не упоминается как его супруга, считают, что брак был заключён позднее этой даты.
После бракосочетания Андрегота Галиндес продолжала носить титул графини Арагона, однако и Гарсия Санчес принял титул графа Арагона, сосредоточив управление графством в своих руках. В отличие от матери короля Гарсии I, королевы Тоды Аснарес, Андрегота не вмешивалась в управление государством. О степени её личного влияния на мужа также ничего не известно. Андрегота Галиндес упоминается лишь в качестве лица, подписавшего несколько дарственных хартий, данных королём Гарсией. Единственным ребёнком Гарсии I и Андреготы был Санчо, родившийся между 935 и 940 годом.
В 943 году король Гарсия I Санчес принял решение развестись с женой. Обратившись к епископам своего королевства с просьбой о разводе, Гарсия заявил, что его брак с Андреготой нарушает церковный запрет на браки между близкими родственниками (Гарсия и Андрегота были двоюродные брат и сестра). Епископы признали брак недействительным и провели церемонию развода. Историки возможными причинами расторжения брака так же считают разницу в возрасте между супругами, которая достигала почти 20 лет, и то, что второй брак короля Гарсии I (с Терезой, дочерью короля Леона Рамиро II) способствовал укреплению союза между Наваррой и Леоном.
После развода король Гарсия I Санчес не возвратил Андреготе Галиндес графство Арагон, а присоединил его к своим владениям, приняв титул «Король Нахеры и Арагона». Андрегота удалилась в подаренный ей мужем монастырь Айбар, где проживала до самой своей смерти в 972 году. Несмотря на развод Андреготы с Гарсией I, их сын Санчо сохранил за собой статус наследника и после смерти отца в 970 году сам взошёл на престол королевства Наварры.
Предположение о том, что Андрегота могла вступить во второй брак и иметь в нём детей, современными историками подвергается серьёзному сомнению. Ранее это считалось правдоподобным, так как в одной из хартий XI века некая Андрегота, жена графа Санчо Макератиса, называла себя потомком Андреготы Галиндес, однако сейчас считается, что эта Андрегота является потомком Веласкиты, сестры Андреготы Галиндес.

## Карты
- Графства Арагон, Собрарбе и Рибагорса в IX—X вв. Дата обращения: 7 октября 2008. Архивировано из оригинала 19 марта 2012 года.